# Quadrangle de Discovery
Le quadrangle de Discovery ou quadrangle H-11 est un des quinze quadrangles cartographiant Mercure. Il fait partie des quadrangles de l'hémisphère sud de Mercure, dans une zone fortement cratérisée aux antipodes du bassin Caloris .

## Appellation
En 1976, l’IUA l’a nommé Quadrangle de Discovery en référence à un des plus longs et proéminents escarpements de Mercure, Discovery Rupes. Il est  codifié H-11, H pour Hermès équivalent grec du dieu romain Mercure, entouré à l'ouest de H-12 (Michaelangelo), au sud de H-15 (Bach), au nord H-6 (Kuiper) et au nord-ouest H7 (Beethoven). 

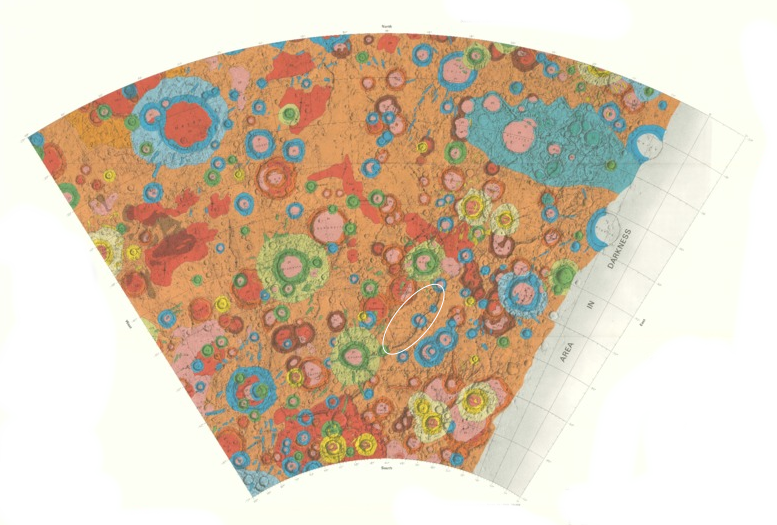
Quadrangle Discovery avec en encadré blanc le gigantesque escarpement Discovery Rupes qui a donné son nom au quadrangle. À mi-longueur de l'escarpement de plusieurs centaines de km celui-ci traverse le cratère Rameau.

## Cartographie

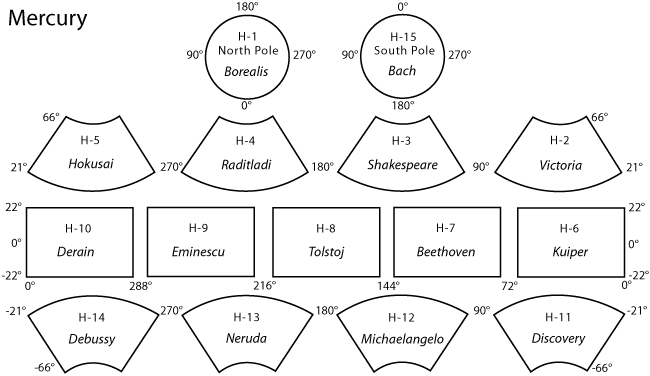
Série de cartes de Mercure à l'échelle 1:5 million qui divisent Mercure en 15 quadrangles, Borealis H-1 à Bach H-15, elle couvre 100 % de la surface de Mercure.

La position antipodale de H-11 expliquerait la perturbation de ses cratères et plaines par l'impact géant qui a formé le bassin Caloris propageant les ondes sismiques jusqu'à ses antipodes où elles se sont concentrées. L’étude de ce quadrangle est périodiquement mise à jour depuis les données de Mariner 10. Il a été cartographié par les sondes Mariner 10 de 1974 à 1975 et Messenger de 2008 à 2015. En 2024, il reste des zones d'ombre persistantes que la mission BepiColombo devrait dissiper.

## Éléments caractéristiques du relief
Les premières observations de H-11 par Mariner 10 montrent une région fortement cratérisée dominée par des cratères et des bassins. Il y a une variété de types de terrain mais les matériaux de cratère et les plaines inter cratères constituent la majeure partie de H-11. D'après Topographic Features and Surface History la présence de Discovery Rupes est un exemple typique de la surface de Mercure d'escarpements et falaises lobées sur plusieurs centaines de kilomètres de long et plusieurs kilomètres de haut. Autres distinctions topographiques de H-11, le système de collines et de vallées linéaires modifiant certaines parties des zones fortement cratérisées et inter cratérisées. Des escarpements lobés (asymétriques avec escarpement arrière en pente douce et des fronts plus raides), crêtes ridées et crêtes à haut relief sont des caractéristiques linéaires de H-11, interprétées comme étant les expressions de surface de failles de chevauchement. 